# Miami Open 2012
Il Miami Open 2012 è stato un torneo di tennis giocato su campi in cemento. È stata la 28ª edizione del Miami Open, che faceva parte della categoria ATP World Tour Masters 1000 nell'ambito dell'ATP World Tour 2012, e della categoria Premier Mandatory nell'ambito del WTA Tour 2012. Sia il torneo maschile sia quello femminile si sono giocati al Tennis Center at Crandon Park di Key Biscayne, vicino a Miami, dal 19 marzo al 1º aprile 2012.

## Partecipanti ATP

### Teste di serie
| Giocatore             | Nazionalità | Ranking | Testa di serie* |
| --------------------- | ----------- | ------- | --------------- |
| Novak Đoković         | Serbia      | 1       | 1               |
| Rafael Nadal          | Spagna      | 2       | 2               |
| Roger Federer         | Svizzera    | 3       | 3               |
| Andy Murray           | Regno Unito | 4       | 4               |
| David Ferrer          | Spagna      | 5       | 5               |
| Jo-Wilfried Tsonga    | Francia     | 6       | 6               |
| Tomáš Berdych         | Rep. Ceca   | 7       | 7               |
| Mardy Fish            | Stati Uniti | 8       | 8               |
| Janko Tipsarević      | Serbia      | 9       | 9               |
| John Isner            | Stati Uniti | 10      | 10              |
| Juan Martín del Potro | Argentina   | 11      | 11              |
| Nicolás Almagro       | Spagna      | 12      | 12              |
| Gilles Simon          | Francia     | 13      | 13              |
| Gaël Monfils          | Francia     | 14      | 14              |
| Feliciano López       | Spagna      | 15      | 15              |
| Kei Nishikori         | Giappone    | 16      | 16              |
| Richard Gasquet       | Francia     | 17      | 17              |
| Aleksandr Dolhopolov  | Ucraina     | 18      | 18              |
| Florian Mayer         | Germania    | 19      | 19              |
| Fernando Verdasco     | Spagna      | 20      | 20              |
| Juan Mónaco           | Argentina   | 21      | 21              |
| Jürgen Melzer         | Austria     | 22      | 22              |
| Marin Čilić           | Croazia     | 23      | 23              |
| Marcel Granollers     | Spagna      | 24      | 24              |
| Radek Štěpánek        | Rep. Ceca   | 25      | 25              |
| Milos Raonic          | Canada      | 26      | 26              |
| Viktor Troicki        | Serbia      | 27      | 27              |
| Kevin Anderson        | Sudafrica   | 28      | 28              |
| Juan Ignacio Chela    | Argentina   | 32      | 29              |
| Julien Benneteau      | Francia     | 33      | 30              |
| Andy Roddick          | Stati Uniti | 34      | 31              |
| Philipp Kohlschreiber | Germania    | 35      | 32              |

* Ranking al 19 marzo 2012.

### Altri partecipanti
I seguenti giocatori hanno ricevuto una wild-card per il tabellone principale:
- Fernando González
- David Nalbandian
- Ryan Harrison
- Jesse Levine
- Denis Kudla
- Marinko Matosevic

I seguenti giocatori sono passati dalle qualificazioni:

- Roberto Bautista Agut
- Simone Bolelli
- Serhij Bubka
- Arnaud Clément
- Frank Dancevic
- Guillermo García López
- David Goffin
- Björn Phau
- Rajeev Ram
- Édouard Roger-Vasselin
- Guillaume Rufin
- Antonio Veić

## Partecipanti WTA

### Teste di serie
| Giocatrice               | Nazionalità | Ranking* | Testa di serie |
| ------------------------ | ----------- | -------- | -------------- |
| Viktoryja Azaranka       | Bielorussia | 1        | 1              |
| Marija Šarapova          | Russia      | 2        | 2              |
| Petra Kvitová            | Rep. Ceca   | 3        | 3              |
| Caroline Wozniacki       | Danimarca   | 4        | 4              |
| Agnieszka Radwańska      | Polonia     | 5        | 5              |
| Samantha Stosur          | Australia   | 6        | 6              |
| Marion Bartoli           | Francia     | 7        | 7              |
| Li Na                    | Cina        | 8        | 8              |
| Vera Zvonarëva           | Russia      | 9        | 9              |
| Serena Williams          | Stati Uniti | 11       | 10             |
| Francesca Schiavone      | Italia      | 12       | 11             |
| Sabine Lisicki           | Germania    | 13       | 12             |
| Jelena Janković          | Serbia      | 14       | 13             |
| Julia Görges             | Germania    | 15       | 14             |
| Ana Ivanović             | Serbia      | 16       | 15             |
| Dominika Cibulková       | Slovacchia  | 17       | 16             |
| Peng Shuai               | Cina        | 18       | 17             |
| Angelique Kerber         | Germania    | 19       | 18             |
| Anastasija Pavljučenkova | Russia      | 20       | 19             |
| Daniela Hantuchová       | Slovacchia  | 21       | 20             |
| Roberta Vinci            | Italia      | 22       | 21             |
| Marija Kirilenko         | Russia      | 23       | 22             |
| Yanina Wickmayer         | Belgio      | 24       | 23             |
| Flavia Pennetta          | Italia      | 25       | 24             |
| Anabel Medina Garrigues  | Spagna      | 26       | 25             |
| Svetlana Kuznecova       | Russia      | 27       | 26             |
| Lucie Šafářová           | Rep. Ceca   | 28       | 27             |
| Monica Niculescu         | Romania     | 29       | 28             |
| Petra Cetkovská          | Rep. Ceca   | 30       | 29             |
| Sara Errani              | Italia      | 31       | 30             |
| Kaia Kanepi              | Estonia     | 32       | 31             |
| Nadia Petrova            | Russia      | 33       | 32             |

* Ranking al 5 marzo 2012.

### Altre partecipanti
Le seguenti giocatrici hanno ricevuto una wild-card per il tabellone principale:
- Venus Williams
- Alisa Klejbanova
- Bojana Jovanovski
- Heather Watson
- Garbiñe Muguruza Blanco
- Zhang Shuai

Le seguenti giocatrici sono entrate nel tabellone principale passando dalle qualificazioni:

- Alizé Cornet
- Madison Keys
- Eva Birnerová
- Jamie Hampton
- Misaki Doi
- Urszula Radwańska
- Vera Duševina
- Kateryna Bondarenko
- Stéphanie Foretz Gacon
- Valerija Savinych
- Sloane Stephens
- Melinda Czink

## Punti e montepremi
Il montepremi complessivo è di $9.656.100.
| Torneo              | Torneo              | V       | F       | SF      | QF     | 4T     | 3T     | 2T     | 1T    | Q  | Q3    | Q2    | Q1    |
| Singolare maschile  | Punti               | 1000    | 600     | 360     | 180    | 90     | 45     | 25     | 10    | 16 | 0     | 8     | 0     |
| Singolare maschile  | Premi in denaro ($) | 659.775 | 321.990 | 161.375 | 82.270 | 43.370 | 23.210 | 12.530 | 7.680 | –  | 0     | 2.296 | 1.175 |
| Doppio maschile     | Punti               | 1000    | 600     | 360     | 180    | 90     | 0      | –      | –     | –  | –     | –     | –     |
| Doppio maschile     | Premi in denaro ($) | 216.190 | 105.500 | 52.880  | 26.950 | 14.210 | 7.610  | –      | –     | –  | –     | –     | –     |
| Singolare femminile | Punti               | 1000    | 700     | 450     | 250    | 140    | 80     | 50     | 5     | 30 | 20    | 1     | –     |
| Singolare femminile | Premi in denaro ($) | 712.000 | 352.000 | 164.000 | 79.000 | 39.000 | 21.000 | 12.725 | 7.700 | 0  | 2.296 | 1.175 | –     |
| Doppio femminile    | Punti               | 1000    | 700     | 450     | 250    | 140    | 5      | –      | –     | –  | –     | –     | –     |
| Doppio femminile    | Premi in denaro ($) | 241.010 | 121.000 | 55.000  | 25.965 | 12.750 | 6.000  | –      | –     | –  | –     | –     | –     |

## Campioni

### Singolare maschile
Novak Đoković ha sconfitto in finale  Andy Murray per 6-1, 7–6(4).
- È il trentesimo titolo in carriera per Đoković, il secondo nel 2012.

### Singolare femminile
Agnieszka Radwańska ha battuto in finale  Marija Šarapova con il punteggio di 7-5, 6-4.
- È il nono titolo in carriera per Radwańska, il secondo nel 2012.

### Doppio maschile
Leander Paes /  Radek Štěpánek hanno battuto in finale  Maks Mirny /  Daniel Nestor con il punteggio di 3-6, 6-1, [10-8].

### Doppio femminile
Marija Kirilenko /  Nadia Petrova hanno battuto in finale  Sara Errani /  Roberta Vinci
con il punteggio di 7-6(0), 4-6, [10-4].